# Bílá Hlína

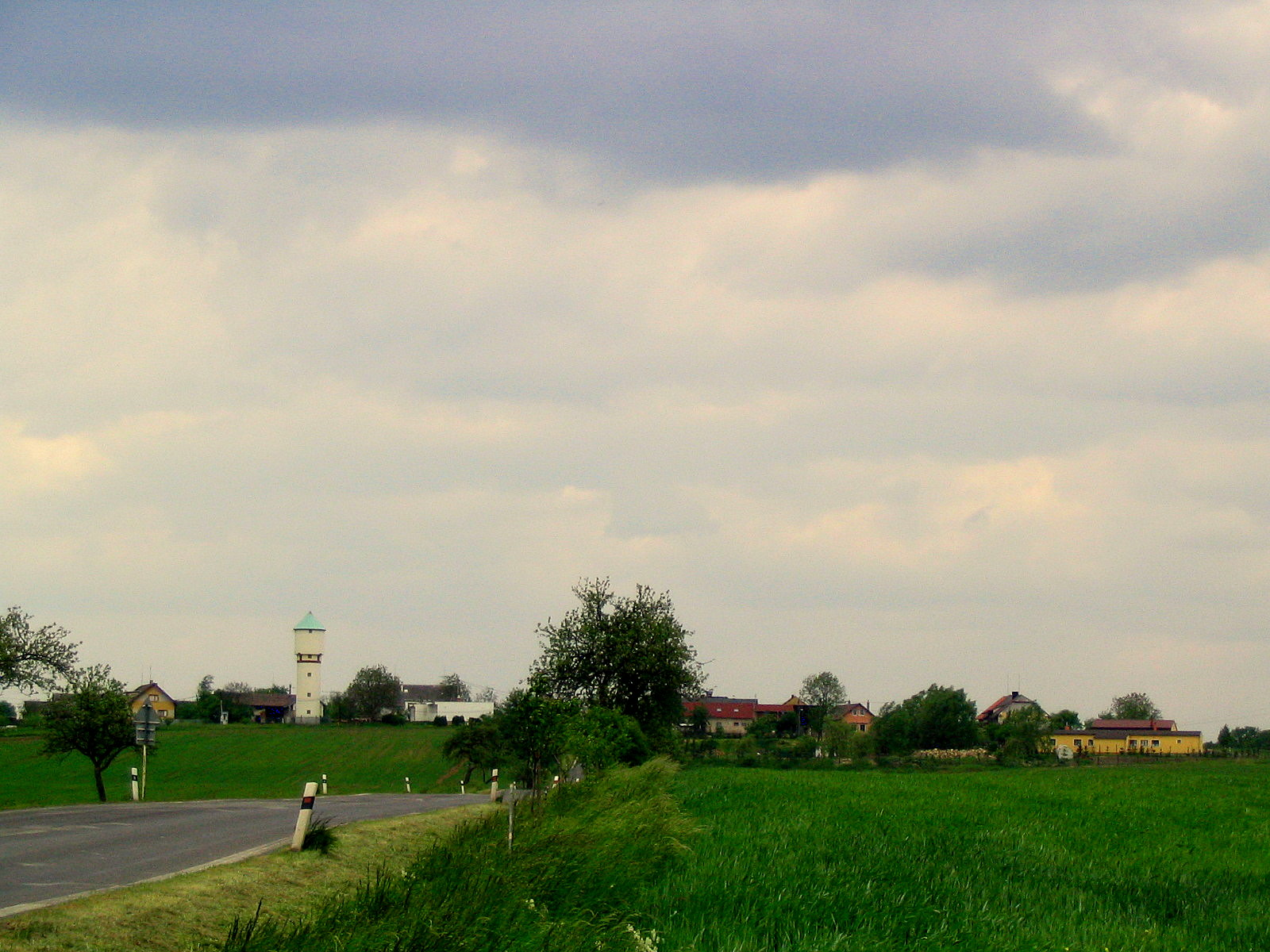
Bílá Hlína mit dem 1934 erbauten Wasserturm

Bílá Hlína (deutsch Weißleim) mit 107 Einwohnern gehört zu den jüngsten und kleinsten Gemeinden im Okres Mladá Boleslav in Tschechien. Der Name ist von der weißen Tonerde abgeleitet, die hier abgebaut und an Töpfereien und Ziegeleien geliefert wurde.

## Geografie
Das Dorf ist auf einer Anhöhe zu beiden Seiten der Straße nach Mimoň gelegen, 5 Kilometer von der Stadt Mnichovo Hradiště entfernt. Nachbarorte sind Klášter Hradiště nad Jizerou, Ptýrov, Nová Ves u Bakova, Dolní Krupá, Rokytá und Horní Bukovina. Etwa 780 der 857 Hektar Gemeindefläche sind von Wald bedeckt, der Rest wird landwirtschaftlich genutzt.

## Geschichte
Bílá Hlína wurde zu Anfang des 18. Jahrhunderts gegründet. Auf ehemaligem Gutsbesitz siedelten sich hier Häusler und Kleinbauern an, die der Herrschaft in Mnichovo Hradiště unterstanden und dieser bis 1848 Frondienste leisten mussten. Die erste Erwähnung des Dorfnamens stammt aus dem Jahr 1712. 1745 gab es sechs Häuser. 1850 verzeichnet die erste amtliche Volkszählung 39 Hausnummern, in denen 289 Einwohner lebten. Seit dieser Zeit sinkt die Einwohnerzahl kontinuierlich ab. Am 31. Dezember 1920 wurde die zu Klášter Hradiště gehörige Ortschaft Bílá Hlína nach einer Neugliederung der Verwaltungseinheiten zur selbständigen Gemeinde. 1938 wurde ein Großteil der Gemeindefläche dem Sudetenland zugeschlagen, nur das Dorf selbst verblieb Teil der Resttschechei und gehörte am 15. März 1939 zu den ersten von der deutschen Armee besetzten Orten. Nach 1945 verließ etwa ein Drittel der Einwohner den Ort und siedelte sich in den tschechoslowakischen Grenzgebieten an.
Um das Jahr 1830 trieb der Räuber Wenzel Babinsky in der Umgebung sein Unwesen. Im Juni 1866 fanden in der Nähe Kämpfe im Österreichisch-Preußischen Krieg statt.

## Sehenswürdigkeiten
- Der Ort grenzt an das geschützte Waldgebiet Klokočka, ein Nationales Naturdenkmal (Národní přírodní památka) mit seltener Sumpfvegetation.